# Holz
Holz är en ort i kommunen Heusweiler i Stadtverband Saarbrücken i Saarland, Tyskland. Holz ligger efter motorvägen A1. Holz var en kommun fram till 1 januari 1974 när den uppgick i Heusweiler.